# Reseda paui
Reseda paui es una planta de la familia de las resedáceas.

## Descripción
Es una planta anual o raramente perennifolia. Unicaule a multicaule. Alcanza un tamaño de hasta de  30-70 cm de altura, erectos, simples o poco ramificados en la parte superior, glabrós. Las hojas basales de hasta 25 × 4 cm, en roseta, pinnatisectas, con 10-20 pares de segmentos, enteros, levemente undulados; las medias y superiores, alternas, gradualmente menores. Inflorescencia racemosa, densa, de 0,7-1,2 cm de ancho; brácteas lineares, de igual longitud que los sépalos; pedicelos florales 0,5-1 mm, los fructíferos, de 1-2 × 0,5 mm, algo más largos y anchos. Sépalos 5-6, de 2-2,5 mm, algo más largos en la fructificación –3-4 mm–, persistentes. Pétalos 5-6, de 2,5-5 mm, unguiculados, blanquecinos; los superiores, con uña de longitud 1/2-1/3 de la del pétalo, cocleariforme, de margen papiloso, separada del limbo por una membrana transversal, papilosa, y limbo obovado, profundamente trilobado; pétalos laterales e inferiores similares, pero de menor tamaño, con la uña de longitud 1/3-1/4 de la del pétalo, y membrana transversal menos aparente o sin ella. Estambres (13)15- (20), de igual o mayor longitud que los pétalos; filamentos persistentes, glabros; anteras 1-2 mm, elipsoidales, amarillas. El fruto en forma de cápsula de 4-14 × 4-5 mm, patente y con tendencia a disponerse de forma unilateral en la maduración, estipitada, cilíndrica o subglobosa, con 4 dientes en el ápice, glabra. Semillas 1,1-1,3 mm, reniformes, negruzcas; testa con densas prominencias sinuadomamelonadas, que a veces son más pronunciadas y semejan pequeñas papilas.

## Distribución y hábitat
Se encuentra en  la península ibérica, en la Sierras levantinas y de Andalucía oriental.

## Taxonomía
Reseda paui fue descrita por Valdés Berm. & Kaercher y publicado en Anales Jard. Bot. Madrid 41: 198, en el año 1984.
Sinonimia
- Reseda alba var. valentina (Pau) O.Bolòs & Vigo
- Reseda fruticulosa var. valentina Pau
- Reseda valentina Pau[3]

subsp. almijarensis Valdés Berm. & Kaercher
- Reseda almijarensis (Valdés Berm. & Kaercher) Rivas Mart.
- Reseda valentina subsp. almijarensis (Valdés Berm. & Kaercher) M.B.Crespo[4]